# Дон Айзъл
Дон Фултън Айзъл (на английски: Donn Fulton Eisele) е роден на 23 юни 1930 г. в Кълъмбъс, Охайо. Полковник от USAF и астронавт от НАСА. Починал на 2 декември 1987 г. в Токио, Япония.

## Образование
Айзъл завършва колеж в родния си град през 1948 г. Бакалавърска степен получава от Военноморската академия през 1952 г., а магистърска – през 1960 г. от Технологичния институт на ВВС, Райт Патерсън, Охайо.

## Пилотска кариера

### Военновъздушни сили
След дипломирането си във Военноморската академия, малко странно Айзъл става пилот във Военновъздушните сили. Понеже не всичко в двете структури било уеднаквено, той става боен пилот „1 – ви клас“ едва през 1959 г. След това кариерата му потръгва и за кратко време се издига до експериментален тестов пилот в авиобазата Къртланд, Ню Мексико. Там се занимава с програми по изпитанията на специални въоръжения. В летателната си кариера има нальот от 4200 полетни часа, от тях 3600 – на реактивни самолети.

### Служба в НАСА
Д. Айзъл е избран от НАСА на 17 октомври 1963 г., Астронавтска група №3 и започва подготовка за първите полети по програмата Аполо. От 11 до 22 октомври 1968 г. извършва своя единствен космически полет, като пилот на командния модул на Аполо 7.
Това е първия пилотиран полет на трето поколение космически кораби на САЩ. През 1969 г. Айзъл е назначен за пилот на командния модул на дублиращия екипаж на Аполо 10. През 1970 г. напуска НАСА, а през 1972 г. – USAF.

## След НАСА
През юли 1972 г. Д. Айзъл става Директор на Американския корпус на мира в Тайланд. По-късно започва бизнес дейност и към средата на осемдесетте години на 20 век заема длъжността Главен мениджър по продажбите в Marion Power Shovel Company, дивизия на гиганта Dresser Industries. Освен това е Главен корпоративен съветник на фирмата Oppenheimer & Company. Умира от инфаркт на 2 декември 1987 г., докато е на служебна командировка в Токио, Япония. Погребан е в Националното военно гробище Арлингтън.

## Награди
- Летателен кръст на ВВС „За отлична служба“;
- Медал на НАСА за участие в космически полет;
- Медал на НАСА „За изключителни заслуги“;
- Медал на НАСА „За отлична служба“ (посмъртно), 2008 г.